# Åsnebo (naturreservat)
Åsnebo är ett naturreservat i Bengtsfors kommun i Västra Götalands län.
Området är naturskyddat sedan 2016 och är 64 hektar stort. Reservatet omfattar en sluttning mot nordväst vid östra stranden av Laxsjön. Reservatet består av granskog  med inslag av lövträd.